# Фоминых, Мария Владимировна
Мари́я Влади́мировна Фомины́х (род. 6 февраля 1987, Красноярск) — российская шахматистка, гроссмейстер среди женщин (2017). Журналист, создатель проекта ChessEvent.ru. Главный организатор ежегодного турнира «Блондинки против Брюнеток».

## Биография
В шахматы играет начиная с семилетнего возраста, в десять лет стала призёром первенства России среди сверстниц. Дважды, в 2001 году в категории до 14 лет и в 2003 году в категории до 16 лет, стала чемпионкой Первенств РФ по шахматам среди юношей и девушек от 10 до 18 лет.
В начале ноября 2001 года в возрастной группе до 14 лет первенства мира по шахматам, проходившем в испанском городе Оропеса-дель-Мар, завоевала серебряную медаль. В ноябре 2002 года на острове Крит стала бронзовым призёром первенства мира по шахматам среди юношей и девушек до 16 лет.
В сентябре 2003 года в городе Будва (Черногория), при подготовке тренером Александром Ерофеевым, стала чемпионкой Европы по классическим шахматам среди девушек до 16 лет и чемпионкой Европы по блицу в возрастной группе 16, 18, 20 лет. При этом в «классике» в девяти турах набрала 7,5 очков, одержав 6 побед и трижды сыграв вничью.
В августе 2004 года на проходившем в Турции первенстве Европы Фоминых в возрастной группе до 18 лет заняла третье место, уступив другим финалистам всего пол-очка.
В 1998 году выполнила норматив кандидата в мастера спорта. В 2000 году с отличием окончила музыкальную школу по классу фортепиано. В 2004 году окончила гимназию № 3 г. Красноярска с углубленным изучением иностранных языков. В 2009 году закончила обучение в Российском государственном социальном университете (РГСУ), кафедра журналистики.
в 2013 году завоевала серебряную медаль Кубка России по быстрым шахматам среди женщин.
Автор статей, посвященных репортажам о шахматных соревнованиях различного уровня. Ведущая программы «Школа шахмат» на телеканале «Просвещение».
Совместно с Николаем Поповым комментировала матч за звание чемпиона мира 2016 года между Магнусом Карлсеном и Сергеем Карякиным на телеканале «Матч! Наш Спорт».
Муж — шахматист Александр Морозевич.